# دونالد کوهل
دونالد کوهل (انگلیسی: Donald Kohn؛ زادهٔ ۷ نوامبر ۱۹۴۲) یک سیاست‌مدار اهل ایالات متحده آمریکا است.